# 訃報 1973年3月
訃報 1973年3月（ふほう 1973ねん3がつ）では、1973年（昭和48年）3月中に物故した、又は物故が報じられた人物についてまとめる。

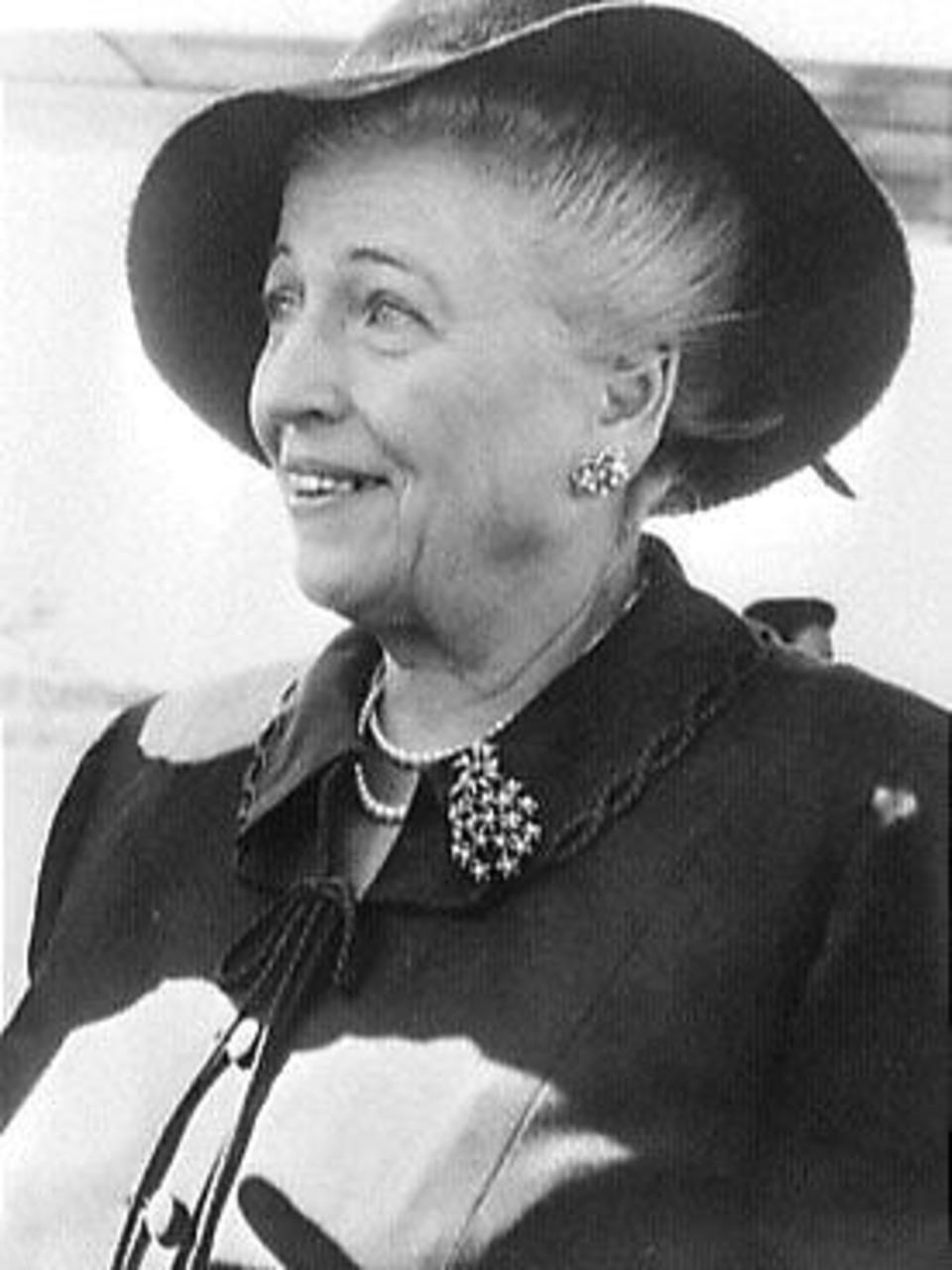
パール・バック / 3月6日没

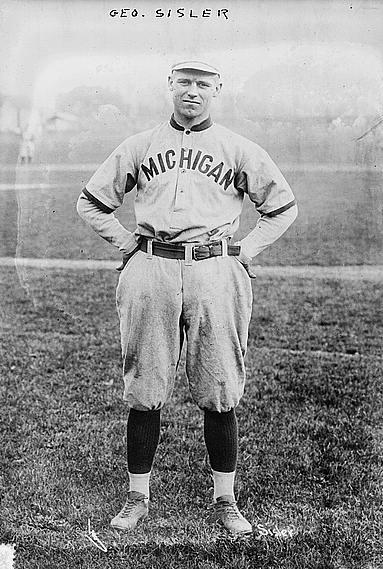
ジョージ・シスラー / 3月26日没

## （1日 - 15日）
- 3月1日 - 水口宏三、農林官僚・政治家（* 1914年）
- 3月1日 - 板東敏雄、洋画家（* 1895年）
- 3月1日 - 生野団六、鉄道官僚（* 1878年）
- 3月2日 - 酒井鎬次、陸軍軍人（* 1885年）
- 3月2日 - 吉田一穂、詩人・評論家（* 1898年）
- 3月4日 - 宇都美清、歌手（* 1928年）
- 3月5日 - 遠山直道、実業家・サッカー選手（* 1925年）
- 3月6日 - パール・バック、小説家（* 1892年）
- 3月8日 - 岡沢秀虎、ロシア文学者・評論家（* 1902年）
- 3月8日 - 稗方弘毅、内務官僚・教育者（* 1895年）
- 3月10日 - 湯地孝、日本近代文学研究者（* 1900年）
- 3月10日 - 杉山金太郎、実業家・豊年製油（現J-オイルミルズ）会長（* 1875年）
- 3月11日 - 澤田竹治郎、内務官僚・裁判官（* 1882年）
- 3月12日 - フランキー・フリッシュ、メジャーリーガー（* 1898年）

## （16日 - 31日）
- 3月16日 - 亀谷凌雲、僧侶・牧師（* 1888年）
- 3月17日 - 石井鶴三、彫刻家・版画家・洋画家（* 1887年）
- 3月17日 - 田内森三郎、物理学者（* 1892年）
- 3月18日 - 平生三郎、元ラグビー選手・東洋紡績元副社長（* 1911年）
- 3月19日 - 南都雄二、漫才師・俳優（* 1924年）
- 3月21日 - 八田四郎次、応用科学者（* 1895年）
- 3月22日 - 湯口敏彦、プロ野球選手（* 1952年）
- 3月26日 - ジョージ・シスラー、元メジャーリーガー（* 1893年）
- 3月26日 - ノエル・カワード、脚本家・俳優（* 1899年）
- 3月26日 - 浜田隼雄、小説家（* 1909年）
- 3月26日 - 中嶋太郎、政治家（* 1888年）
- 3月27日 - 星野和平、実業家・映画プロデューサー（* 1913年）
- 3月28日 - クラレンス・グリフィン、テニス選手（* 1888年）
- 3月28日 - 浅見淵、小説家・文芸評論家（* 1899年）
- 3月28日 - 林道倫、精神医学者・教育者（* 1885年）
- 3月28日 - 椎名麟三、小説家（* 1911年）
- 3月29日 - 木下孝則、洋画家（* 1894年）
- 3月29日 - 足立正、実業家、第12代日商会頭（* 1883年）
- 3月31日 - 朴春琴、政治家（* 1891年）
- 3月31日 - 足立源一郎、画家・作家・登山家（* 1889年）
- 3月31日 - 吉川兼光、政治家（* 1902年）
- 3月31日 - 志位正二、陸軍軍人（* 1920年）
- 日付不明 - 森脇竜雄、造園家・作庭家（* 1904年）